# Nornik sosnowy
Nornik sosnowy (Microtus pinetorum) – gatunek ssaka z podrodziny  karczowników (Arvicolinae) w obrębie rodziny chomikowatych (Cricetidae).

## Zasięg występowania
Nornik sosnowy występuje w środkowo-wschodniej Ameryce Północnej zamieszkując w zależności od podgatunku:
- M. pinetorum pinetorum – południowa Wirginia, skrajne wschodnie Tennessee, Karolina Północna, Karolina Południowa, południowo-wschodnia Missisipi, południowa Alabama i większa część Georgii, Stany Zjednoczone.
- M. pinetorum auricularis – południowa Indiana, południowo-zachodnie Ohio, skrajnie południowo-wschodnia Missouri, większość Kentucky, wschodnie i południowe Arkansas, większość Tennessee, wschodni Teksas, Luizjana, Missisipi, północna Alabama i północno-zachodnia Georgia, Stany Zjednoczone.
- M. pinetorum carbonarius – skrajne południowo-wschodnie Ohio, skrajnie zachodnia Wirginia Zachodnia, wschodnie Kentucky i wschodnie Tennessee, Stany Zjednoczone.
- M. pinetorum nemoralis – skrajna południowo-wschodnia Minnesota, południowo-zachodni Wisconsin, Iowa, południowo-wschodnia Nebraska, wschodnia Kansas, Missouri, wschodnia Oklahoma, Arkansas i północno-wschodni Teksas, Stany Zjednoczone.
- M. pinetorum parvulus – południowa Georgia i północna Floryda, Stany Zjednoczone.
- M. pinetorum scalopsoides – skrajne południowe Ontario i skrajnie południowy Quebec, Kanada oraz od południowego Wisconsin i Illinois na wschód do wybrzeża Oceanu Atlantyckiego i od skrajnego południowo-zachodniego Maine do południowej Wirginii, Stany Zjednoczone.
- M. pinetorum schmidti – zachodnio-środkowe Wisconsin, Stany Zjednoczone.

## Taksonomia
Gatunek po raz pierwszy zgodnie z zasadami nazewnictwa binominalnego opisał w 1830 roku amerykański przyrodnik John Eatton Le Conte nadając mu nazwę Psammomys pinetorum. Holotyp pochodził prawdopodobnie ze starej plantacji rodziny LeConte niedaleko Riceboro w Georgii. 
Autorzy Illustrated Checklist of the Mammals of the World rozpoznają siedem podgatunków.

### Etymologia
- Microtus: gr. μικρος mikros „mały”; ους ous, ωτος ōtos „ucho”[16].
- pinetorum: łac. pinetorum „sosnowy, z sosny”, od pinus „sosna”[17].
- auricularis: średniowiecznołac. auricularis „ucho, uszaty”, od łac. auricula „uszko”, od auris „ucho”; przyrostek zdrabniający -ulus[17].
- carbonarius: łac. carbonarius „piec na węgiel drzewny” (tj. „czarny”), od carbo, carbonis „węgiel drzewny”[17].
- nemoralis: łac. nemoralis „z lasu, z gaju”, od nemus „gaj, las z polanami i łąkami”, od gr. νεμος nemos „gaj, pastwisko”, od νεμω nemō „jechać na pastwisko”[17].
- parvulus: łac. parvulus „malutki”, od parvus „mały”; przyrostek zdrabniający -ulus[17].
- scalopsoides: gr. σκαλοψ skalops, σκαλοπος skalopos „kret”, od σκλλω skallō „kopać”[18]; -οιδης -oidēs „przypominający”[19].
- schmidti: Franklin J.W. Schmidt (1901–1935), amerykański przyrodnik[7].

## Morfologia
Długość ciała (bez ogona) 63–110 mm, długość ogona 17–25 mm, długość tylnej stopy 13–19 mm; masa ciała 25–38 g. Futro brązowe, na brzuchu białe lub srebrne. Bardzo małe oczy, uszy i ogon. Przednie pazury przystosowane do kopania.

## Ekologia
Aktywne zarówno w dzień, jak i w nocy. Mieszkają w norach wykopanych na głębokość ok. 10 cm. Czasem zajmują opuszczone nory myszy, kretów lub dużych ryjówek. Żywią się głównie roślinami – bulwami, korzonkami, liśćmi, jagodami, orzechami. Zjada też owady. Jesienią gromadzą zapasy na zimę.
Monogamiczne. Rozmnażają się kilka razy w roku, najczęściej późną wiosną i wczesnym latem. Po trwającej 3 tygodnie ciąży samica rodzi 1-13 młodych (zazwyczaj 3-7). Młode są karmione mlekiem przez 17 dni. Zazwyczaj dożywają 3 miesięcy, na wolności żyją maksymalnie rok. Najstarszy osobnik w niewoli żył nieco poniżej 3 lat.